# Il colibrì (romanzo)
Il colibrì è un romanzo italiano scritto da Sandro Veronesi pubblicato nel 2019 da La nave di Teseo, vincitore del Premio Strega 2020.
Nel dicembre 2019 è stato votato come "Libro del 2019" nella Classifica di Qualità organizzata ogni anno dal supplemento culturale La Lettura del Corriere della Sera.
Dal libro nel 2022 è stato tratto il film omonimo per la regia di Francesca Archibugi.

## Trama
Il romanzo narra la vita del dottor Marco Carrera, oculista, costellata di eventi inusuali e di disgrazie che colpiscono la sua famiglia, fino a quando, di questa, sopravvive solo la nipote Miraijin, una bimba meticcia avuta dalla figlia al di fuori di una relazione stabile, nei confronti della quale assume il ruolo di genitore surrogato. Passata gran parte della sua vita in apparente immobilità, con l'unico percettibile scopo di sopravvivere ai colpi di un destino avverso, solo illuminato dalla relazione platonica-epistolare con Luisa, sua amica di infanzia, troverà nella nipote la ragione di vivere, sognando per essa il destino che porta nel nome ("Uomo nuovo", in giapponese).
Questa, crescendo, si mostra all'altezza del sogno del nonno, mostrandosi versata in tutti gli sport e tutte le attività, diventando influencer sui social media fino ad assumere la leadership di un movimento, destinato poi ad ampliarsi, che lotta per la affermazione delle "Verità" (valori umani solidaristici consolidati) contro le "Libertà" (disvalori egoistici tuttavia giustificati come libertà di scelta individuale). Sarà lei, infine, a organizzare l'incontro di amici e familiari che circonderà Marco, ormai malato oncologico terminale, nel casale di famiglia dove avverrà il suo suicidio assistito, ripetendo ella, idealmente, il gesto con cui Marco aveva posto fine, molti anni prima, alle sofferenze del padre.

## Edizioni
- Il colibrì, (Collana "Oceani"), Milano, La nave di Teseo, 2019, ISBN 9788834600474.